# Seelite
La seelite (simbolo IMA: See) è un raro minerale appartenente alla famiglia degli "ossidi e idrossidi" con composizione chimica Mg(UO2)2(AsO3,AsO4)2 • 7H2O.

## Etimologia e storia
La seelite prende il nome in onore dei coniugi Paul Seel (1904 - 1982) e Hildegard Schumann Seel (1901 - 1987), collezionisti di minerali statunitensi di origine belga.

## Classificazione
La classica nona edizione della sistematica dei minerali di Strunz, aggiornata dall'Associazione Mineralogica Internazionale (IMA) fino al 2009, elenca la seelite nella classe "4. Ossidi (idrossidi, V[5,6] vanadati, arseniti, antimoniti, bismutiti, solfiti, seleniti, telluriti, iodati)" e da lì nella sottoclasse "4.J Arseniti, antimoniti, bismutiti, solfiti, seleniti, telluriti; iodati"; questa viene ulteriormente suddivisa in base alla composizione del minerale a agli anioni presenti, in modo tale da trovare la seelite nella sezione "4.JD Arseniti, antimoniti, bismutiti; con anioni aggiuntivi, con H2O" dove forma il sistema nº 4.JD.10 insieme a dymkovite.
Tale classificazione viene mantenuta anche nell'edizione successiva, proseguita dal database "mindat.org".
Nella Sistematica dei lapis (Lapis-Systematik) di Stefan Weiß la seelite si trova nella classe degli "ossidi" e nella sottoclasse degli "arseniti (con As3+)"; qui è nella sezione degli "uranilarseniti con elementi costitutivi [UO2]2+ - [AsO3]2- e composti correlati" dove insieme a chadwickite e dymkovite forma il sistema nº IV/J.05.
Anche la classificazione dei minerali secondo Dana, usata principalmente nel mondo anglosassone, elenca la seelite nella famiglia dei "fosfati, arseniati e vanadati"; qui è nella classe degli "antimoniti, arseniti e fosfiti basici o contenenti alogeni" e nella sottoclasse degli "antimoniti, arseniti e fosfiti basici o alogenati di formule diverse" dove forma il sistema nº 46.2.9.

## Abito cristallino
La seelite cristallizza nel sistema monoclino nel gruppo spaziale C2/m (gruppo nº 12) con le costanti di reticolo a = 18,20(7) Å, b = 7,067(5) Å, c = 6,665(4) Å e β = 99,67(2)°, oltre ad avere 2 unità di formula per cella unitaria.

## Origine e giacitura
La seelite è un raro minerale trovato nella zona di ossidazione dei depositi idrotermali contenenti uranio; la paragenesi è con annabergite, talmessite, zaratite e uranospinite (per campioni trovati nella miniera "Talmessi", nella provincia di Esfahan in Iran), oppure zeunerite (per campioni trovati nel deposito di "Rabejac Est", presso Lodève in Francia).
La seelite è un minerale estremamente raro ed è stata trovata solo in pochi siti: il deposito di "Rabejac Est", presso Lodève (Francia) e la miniera "Talmessi" (nella provincia di Esfahan, in Iran), che sono entrambe considerate località tipo. Gli altri siti conosciuti sono in Germania, la miniera di "Clara" presso Oberwolfach e la miniera di "Sophia" presso Schenkenzell (entrambe nel Baden-Württemberg), e nella miniera "Uranus" presso Annaberg-Buchholz (in Sassonia).

## Forma in cui si presenta in natura
La seelite forma cristalli tabulari, appiattiti su {100} o {001}, o allungati [010], con dimensioni fino a 1 mm; più tipicamente in sferule, rosette e aciculari.
I cristalli, traslucidi, hanno lucentezza vitrea e colore che va dal giallo canarino al giallo brillante, il colore del suo striscio è bianco.